# Mina Linda Mariquita
La mina Linda Mariquita, o mina Lussa, és una antiga explotació minera de plom del municipi del Molar (Priorat). El conjunt d'instal·lacions està protegit com a bé cultural d'interès local.

## Descripció
Conjunt d'edificis de planta baixa, bastits de maçoneria i maó, arrebossats, coberts per teulada a dos vessants o bé enrunats, una xemeneia i un edifici de planta baixa i dos pisos. Els primers corresponen a magatzems i tallers, en tant que l'últim a oficines i bloc d'habitatges. Hi apareixen restes del rentador del mineral així com toves d'obra. Del conjunt de les instal·lacions no en resta més que l'obra, sense rastre de maquinària.

## Història
La mina Linda Mariquita, també coneguda com a Mina Lussa, pertanyé a una empresa alemanya dedicada a l'explotació de mineral de plom. Els edificis, els de més qualitat formal dins el conjunt d'instal·lacions mineres del terme del Molar, foren bastits dintre de les dues primeres dècades del segle XX i sembla que, en tot cas, abans del 1912. Hom hi treballava les 24 hores, repartides en tres torns. El 1916 hi hagué seriosos conflictes laborals, amb intervenció de la Guàrdia Civil.
Durant la batalla de l'Ebre, el 1938, l'edifici principal fou convertit en hospital de campanya d'urgència. Els darrers anys d'explotació, era a càrrec de l'empresa URPASA. Abans de 1970 va cessar tota activitat i es va retirar tota la maquinària.

## Mineralogia
A la part sud de la mina, al costat de la carretera que uneix les localitats de Bellmunt i el Molar, aflora una veta de barita amb una mineralització interessant provinent de l'alteració de la tennantita. S'hi han descrit més d'una trentena d'espècies minerals reconegudes per l'IMA: adamita, ankerita, annabergita, arseniosiderita, austinita, atzurita, barita, bornita, calcita, calcocita, clinoclasa, conicalcita, coure natiu, covellita, cuprita, digenita, dolomita, duftita, eritrita, galena, langita, malaquita, mimetita, nacrita, olivenita, farmacosiderita, quars, escorodita, siderita, plata nativa, smithsonita, tennantita i tenorita.